# العلاقات الهندية الناوروية
العلاقات الهندية الناوروية هي العلاقات الثنائية التي تجمع بين الهند وناورو.

## مقارنة بين البلدين
هذه مقارنة عامة ومرجعية للدولتين:
| وجه المقارنة                                              | الهند                       | ناورو                          |
| --------------------------------------------------------- | --------------------------- | ------------------------------ |
| المساحة (كم2)                                             | 3.29 مليون                  | 21                             |
| عدد السكان (نسمة)                                         | 1.35 مليار                  | 10.08 ألف                      |
| الكثافة السكانية (ن./كم²)                                 | 410.33                      | 48.00 ألف                      |
| العاصمة                                                   | نيودلهي                     | ضاحية يارين                    |
| اللغة الرسمية                                             | اللغة الهندية، لغة إنجليزية | اللغة الناورونية، لغة إنجليزية |
| العملة                                                    | روبية هندية                 | دولار أسترالي                  |
| الناتج المحلي الإجمالي (بليون دولار)                      | 2.60 تريليون                | 113.88 مليون                   |
| الناتج المحلي الإجمالي (تعادل القوة الشرائية) بليون دولار | 8.00 تريليون                | 162.98 مليون                   |
| الناتج المحلي الإجمالي الاسمي للفرد دولار أمريكي          | 1.60 ألف                    | 9.83 ألف                       |
| الناتج المحلي الإجمالي للفرد دولار أمريكي                 | 5.70 ألف                    |                                |
| مؤشر التنمية البشرية                                      | 0.609                       |                                |
| رمز المكالمات الدولي                                      | +91                         | +674                           |
| رمز الإنترنت                                              | .in، .भारत ‏، .بھارت ‏،        | .nr                            |
| المنطقة الزمنية                                           | ت ع م+05:30، توقيت الهند    | ت ع م+12:00                    |

## منظمات دولية مشتركة
يشترك البلدان في عضوية مجموعة من المنظمات الدولية، منها:
| علم المنظمة | اسم المنظمة                   | تاريخ انضمام الهند | تاريخ انضمام ناورو |
| ----------- | ----------------------------- | ------------------ | ------------------ |
|             | يونسكو                        | 4 نوفمبر 1946      | 17 أكتوبر 1996     |
|             | بنك التنمية الآسيوي           | 1966               | 1991               |
|             | منظمة حظر الأسلحة الكيميائية  | ?                  | ?                  |
|             | الاتحاد البريدي العالمي       | ?                  | ?                  |
|             | منظمة الشرطة الجنائية الدولية | ?                  | ?                  |
|             | الأمم المتحدة                 | 30 أكتوبر 1945     | 14 سبتمبر 1999     |
|             | الاتحاد الدولي للاتصالات      | 1869               | 10 يونيو 1969      |
|             | دول الكومنولث                 | 15 أغسطس 1947      | ?                  |

## وصلات خارجية
- موقع وزارة الخارجية الهندية